# Hiện tượng quan sát thấy UFO ở Philippines
Đây là danh sách những trường hợp được cho là đã nhìn thấy vật thể bay không xác định hoặc UFO ở Philippines.

## 2000
Adrian Israel tuyên bố rằng mình đã quay phim những quả cầu ánh sáng nhỏ nhảy múa điên cuồng trên bầu trời buổi tối ở Las Piñas vào ngày 3 tháng 9 năm 2000. Israel cho biết UFO cũng được nhìn thấy ở Barangay gần đó và có thể là do cư dân của Parañaque tận mắt chứng kiến. Các nhà khoa học từ Liên Hợp Quốc và Cục Quản lý Thiên văn, Địa vật lý và Khí quyển Philippines (PAGASA) đã điều tra video của Israel và ngôi nhà của anh ta nhưng không thể xác định nguyên nhân vụ việc.

## 2004
Hơn 10 UFO được cho là đã bị nhiều người nhìn thấy ở Las Piñas vào khoảng 7 giờ tối theo giờ địa phương vào ngày 28 tháng 8 năm 2004. Ba đứa trẻ nhận thấy hai 'ánh sáng chói màu đỏ ê-te' bất thường di chuyển trên bầu trời có mây một phần từ nơi cư trú của chúng ở Mabolo St, Pamplona, Las Piñas. Vật thể đầu tiên mà họ vừa chứng kiến hướng về phía đông và được nối với hai vật thể nữa xuất hiện từ đường chân trời phía tây.
Nica, chị cả trong số các anh chị em và là một trong những nhân chứng đầu tiên, ngay lập tức gọi cho người bạn 9 tuổi của mình là Adrian Israel. Israel trước đây đã quay video về UFO trên bầu trời Las Piñas vào năm 2000. Israel xác nhận rằng những vật thể này giống hệt những vật thể mà anh ta từng nhìn thấy 4 năm trước đây, đồng thời thông báo cho các anh trai và cha của họ là Tony.
Tony cùng với các anh chị em ra ngoài với chiếc máy quay video của mình và quan sát các vật thể trên bầu trời di chuyển thất thường. Từ 7 giờ 30 phút đến 8 giờ 15 phút tối, Israel và Tony đã quay video ít nhất năm UFO – mỗi chiếc xuất hiện từ đường chân trời trong khoảng thời gian khoảng tám phút.
Israel kể lại cho ABS-CBN rằng giờ đây mình đã điềm tĩnh hơn trong việc hướng máy quay video của mình vào các đối tượng so với lần chạm trán đầu tiên. Anh ta nói thêm; "Tôi đã học được một bài học lớn từ các cuộc điều tra trước đây được thực hiện bởi Nhóm điều tra UFO PAGASA (Cục Quản lý Thiên văn, Địa vật lý và Khí quyển Philippines) và từ những lời chỉ trích nói rằng trong lần gặp UFO đầu tiên của tôi, video thiếu khả năng xoay, đó là lý do tại sao không có điểm tham chiếu nào để ước tính kích thước và khoảng cách. Vì vậy, từ cơ hội này, tôi nghĩ rằng mình đã lia máy đủ tốt và có thể thiết lập ước tính khả thi về độ cao và kích thước của những vật thể này".

## 2011
Hai UFO được cho là đã được nhìn thấy ở vùng Bulacan vào lúc nửa đêm. Các nhân chứng cho biết một trong số chúng đến từ phía đông và cái kia từ phía tây, va vào nhau rồi biến mất. UFO được ghi nhận trông giống như một quả bóng rổ.

## 2015
UFO được cho là đã được nhìn thấy vào tối ngày 26 tháng 4 năm 2015 và nhanh chóng lan truyền trên Facebook. Đoạn video cho thấy những ánh sáng bất động lơ lửng trên bầu trời. Theo người quay video, họ đang đi trên đường Lubao-Pampanga thì nhận thấy luồng sáng này. Thoạt đầu, họ chỉ nhìn thấy ba ánh sáng, cho đến khi bảy ánh sáng khác xuất hiện. Sau đó, ánh sáng biến mất. Sáng hôm sau, họ quay lại khu vực xuất hiện những luồng sáng trên bầu trời; không có tòa nhà nào trong khu vực. Đoạn video do PAGASA trình chiếu ước tính cách mặt đất khoảng 800–1000 mét. PAGASA tuyên bố rằng luồng sáng này không thể phát ra từ máy bay, khinh khí cầu hoặc máy bay không người lái do kích thước của chúng. Ánh sáng kỳ lạ này chỉ xuất hiện trong vòng 5–8 phút dựa trên báo cáo của nhân chứng.

## 2018
Năm 2018, thợ săn UFO Scott C. Waring đã được gửi một video ẩn danh về một UFO có hình dạng sặc sỡ trên bầu trời ở General Santos. Các chuyên gia UFO tự xưng khác đã lưu ý rằng đó chỉ đơn giản là một hiện tượng khí quyển.

## 2019
Tháng 2 năm 2019, một luồng sáng bí ẩn đã được nhìn thấy nhiều lần ở Pulupandan, Negros Occidental, mà người dân nghi ngờ rằng đó là UFO. Khi ánh sáng được chụp bằng máy ảnh chuyên nghiệp, nó có màu vàng sáng và di chuyển sang phải trong khi ánh sáng mờ dần. Ngày 14 tháng 2, ánh sáng lại xuất hiện, lần này là đứng yên cho đến khi nó đột ngột biến mất khỏi máy ảnh. Ngày 15 tháng 2, người dân chờ đợi ánh sáng xuất hiện trở lại thế nhưng nó bị bầu trời nhiều mây che khuất. Để điều tra các bức ảnh về ánh sáng này, Giám đốc Đơn vị Xuất bản Thiên văn PAGASA là Jose Mendoza IV cho biết những luồng sáng này không phải do máy bay gây ra. Ông nói thêm rằng vật thể đó có thể là Trạm vũ trụ quốc tế.

## 2021
Ngày 14 tháng 6 năm 2021, Ejay Bacquial đã tận mắt chứng kiến những chiếc đĩa màu bạc phát sáng trên một bến tàu gần Pasay. Bacquial đã quay phim hiện tượng này để cho một số người bạn của mình xem, họ tin rằng những chiếc đĩa này là thiết bị chiếu sáng phản chiếu từ cửa sổ mà qua đó Bacquial được xem hiện tượng này.